# Ilex lasseri
Ilex lasseri là một loài thực vật có hoa trong họ Aquifoliaceae. Loài này được Edwin mô tả khoa học đầu tiên năm 1965.